# Rosalía (telenovela)
Rosalía telenovela mexicana de 1978, producida por Guillermo Diazayas, protagonizada por Rosalía Valdés, Juan Peláez y Salvador Pineda. Historia original de Carlos Enrique Taboada

## Sinopsis
Durante un chequeo, Rosalía descubre que tiene un soplo en el corazón. Tenía todo para ser feliz: era rica, tenía una familia amorosa, un buen trabajo, muchos amigos. Pero este descubrimiento cambiará su vida. Ella se obsesiona con su enfermedad y comienza a odiar a todo el mundo, y quiere vengarse de aquellos que tienen buena salud. Ella teje intrigas, tiene muchas relaciones amorosas, roba el prometido de su mejor amiga sólo para abandonarlo y destruye el matrimonio de su tía. Su peor crimen fue casarse con René para manipularlo con su enfermedad, rechazar el niño que desea y empujarlo al alcoholismo que lo matará. Entonces Rosalía se da cuenta de que ha exagerado. Ella trata de corregir sus errores con la ayuda de su primo Leonel.

## Reparto
- Rosalía Valdés .... Rosalía
- Juan Peláez .... René
- Salvador Pineda .... Leonel
- Lilia Michel .... Leticia
- Rafael Baledón .... Roberto
- Lilia Aragón .... Hortencia
- Victoria Vera .... Marcia
- Regina Torné .... Aurora
- Erika Carrasco .... Silvia
- Héctor Sáez .... Raúl
- Víctor Junco .... Homero
- Elizabeth Dupeyron
- Silvia Mariscal
- Oscar Servin
- Rosa Gloria Chagoyan
- Roberto D'Amico
- Armando Alcázar
- Gerardo Mechoulan
- Patricia Illescas
- Alma Delfina .... Dacia
- Carmelita González .... Alma
- Rosalinda España